# Jules Cousin (bibliothécaire)
Pour les articles homonymes, voir Jules Cousin et Cousin.
Jules Cousin, né le 4 mars 1830 à Paris et mort dans cette ville le 19 février 1899, est un collectionneur de livres et bibliothécaire français.

## Biographie
Très jeune, il entreprend de former une collection de livres et d'estampes sur l'histoire de Paris.
Il commence sa carrière de bibliothécaire en 1856, à la Bibliothèque de l'Arsenal à Paris. En 1870, la Ville de Paris, lui propose le poste de bibliothécaire de la bibliothèque publique installée à l'hôtel de Ville, dont il devient responsable.
Le 24 mai 1871, lors de la Commune de Paris, l'hôtel de Ville est incendié et les collections de la bibliothèque sont totalement détruites.
Pour créer une nouvelle bibliothèque, dénommée Bibliothèque historique de la ville de Paris, Jules Cousin offre sa collection personnelle, riche de 6 000 livres et 10 000 estampes. Celle-ci est installée dans l'hôtel Carnavalet, une belle demeure acquise par la Ville, pour en faire un musée des souvenirs anciens de la capitale. Le partage en 1898 du musée Carnavalet et de la bibliothèque a laissé à Carnavalet la collection d'estampes parisiennes dont Jules Cousin avait procuré les premiers éléments.
En 1874, il est l'un des fondateurs de la Société de l'histoire de Paris dont il devient président en 1882.
Les premiers fascicules de l'ouvrage collectif et monumental Paris à travers les âges sont présentés en 1876 par Jules Cousin à la Bibliothèque historique de la Ville de Paris.
En 1880, il obtient la fusion de la bibliothèque et du musée et est nommé conservateur des deux établissements.
Il désigne Alfred de Liesville, son collaborateur depuis 1880, comme son successeur, mais ce dernier meurt en février 1885. Le jeune érudit Lucien Faucou est nommé sous-conservateur et adjoint de Jules Cousin en 1887, mais meurt moins d'un an plus tard. Jules Cousin doit donc réintégrer provisoirement ses fonctions, avant de prendre définitivement sa retraite en 1895, date à laquelle Paul Le Vayer lui succède.
Il meurt en 1899, en l'hôtel Caillebot de La Salle, situé place des Vosges.
En 1910 est fondée la Société des Amis de la Bibliothèque de la Ville de Paris, dénommée Société Jules Cousin, avec pour finalité : « de grouper les personnes qui, s'intéressant à l'histoire et en particulier à celle de Paris et de la région parisienne, ont le désir de favoriser le développement de la Bibliothèque historique de la Ville de Paris ».
La Bibliothèque historique de la ville de Paris conserve un « fonds Jules Cousin », divisé en trois parties : Histoire de Paris, Bibliothèque générale et Livres ajoutés depuis la donation générale.
Une rue de Paris, située dans le 4e arrondissement, près de la bibliothèque de l'Arsenal, porte son nom depuis 1904 : la rue Jules-Cousin.

## Distinctions
- Officier de la Légion d'honneur (1898)